# ازدواج همجنس در سوئیس

نتایج همه‌پرسی سال ۲۰۰۵

ازدواج همجنس در سوئیس از اول ژوئیه ۲۰۲۲ قانونی شد. قانون ازدواج آزاد برای زوج‌های همجنس در دسامبر ۲۰۲۰ در پارلمان سوئیس تصویب شد. این قانون در یک همه‌پرسی در ۲۶ سپتامبر ۲۰۲۱ توسط مخالفان ازدواج همجنس به چالش کشیده شد و با حمایت ۶۴٫۱ درصدی رای‌دهندگان به تصویب رسید. این قانون از اول ژوئیه لازم الاجرا شد. ازدواج‌های همجنس در خارج از کشور از اول ژانویه ۲۰۲۲ در سوئیس به رسمیت شناخته شد.
سوئیس از اول ژانویه ۲۰۰۷، پس از رفراندوم سال ۲۰۰۵، اجازه اتحاد مدنی برای زوج‌های همجنس را داده‌است. از ۱ ژوئیه ۲۰۲۲ ثبت اتحادهای مدنی‌های جدید متوقف شد.

## پیوندهای ثبت شده

نتایج همه‌پرسی مشارکت ثبت شده در سال ۲۰۰۵ توسط کانتون، ۵ ژوئن ۲۰۰۵

در یک همه‌پرسی سراسری در ۵ ژوئن ۲۰۰۵، رای‌دهندگان سوئیسی با ۵۸٪ قانون اتحاد مدنی را تصویب کردند که به زوج‌های همجنس حقوق و حمایت‌های مشابه با زوج‌های متأهل از نظر وضعیت خویشاوندی، مالیات، امنیت اجتماعی، بیمه و اشتراک داشتن یک مسکن اعطا می‌کرد. با این حال، زوج‌های همجنس از لحاظ سرپرستی فرزند، دسترسی به درمان‌های باروری و تسهیل تابعیت سوئیسی شریک خارجی، از حقوق یکسانی برخوردار نبودند. قانون سوئیس مسیر سریع تری برای شهروندی برای همسر یک شهروند سوئیسی فراهم می‌کند، اما ازدواج‌های همجنس را که در کشورهای خارجی انجام می‌شود به رسمیت نمی‌شناخت، در عوض آنها را به عنوان پیوند مدنی ثبت شده طبقه‌بندی می‌کرد.
عنوان رسمی اتحاد مدنی همجنس در آلمانی eingetragene Partnerschaft، در فرانسوی partenariat enregistré، در ایتالیایی unione domestica registrata و در رومانش partenadi registrà است. این لایحه توسط شورای ملی با ۱۱۸ رأی موافق در برابر ۵۰ رأی، در ۳ دسامبر ۲۰۰۳، و توسط شورای ایالات در ۳ ژوئن ۲۰۰۴ با ۳۳ رأی موافق در برابر ۵ رأی مخالف، با تغییرات جزئی به تصویب رسید. شورای ملی مجدداً در ۱۸ ژوئن با ۱۱۲ رأی موافق در برابر ۵۱ رأی مخالف، آن را تأیید کرد، اما حزب محافظه کار اتحادیه فدرال دمکراتیک برای یک همه‌پرسی امضا جمع‌آوری کرد. پس از آن، مردم سوئیس در ۵ ژوئن ۲۰۰۵ با ۵۸ درصد به این لایحه رای مثبت دادند. این قانون در ۱ ژانویه ۲۰۰۷ لازم الاجرا شد. سوئیس اولین کشوری بود که قانون اتحاد مدنی همجنس را با همه‌پرسی تصویب کرد.

### فرزندخواندگی و فرزندپروری
لایحه قانونی پذیرش فرزندخوانده برای شرکای ثبت شده در بهار ۲۰۱۶ توسط پارلمان تصویب شد. مخالفان تلاش ناموفق برای رفراندوم اجباری در مورد این لایحه کردند اما این قانون در ۱ ژانویه ۲۰۱۸ اجرایی شد.
ماده ۲۷ قانون مشارکت به موضوع فرزندان شریک می‌پردازد. این قانون بیان می‌کند که شریک زندگی بیولوژیکی یا شریک پذیرنده فرزندخواندگی باید از فرزند شریک زندگی خود حمایت مالی کند و همچنین دارای اختیارات قانونی کامل برای نمایندگی کودک در هر موضوعی به عنوان شریک والد دیگر باشد. همچنین بیان می‌کند که در صورت انحلال پیوند، شریک سابق حق دارد روابط نزدیک با کودک داشته باشد. این به زوج‌ها نقش واقعی در پدر و مادر بودن می‌دهد.
در سال ۲۰۱۰، سازمان‌های ال‌جی‌بی‌تی سوئیس طوماری را با عنوان «شانس یکسان برای همه خانواده‌ها» آغاز کردند و خواستار حقوق بیشتر فرزندخواندگی شدند. در ۳۰ سپتامبر ۲۰۱۱، شورای ملی این طومار را مورد بررسی قرار داد اما در نهایت با ۸۳رای موافق در مقابل ۹۷ رأی مخالف به آن رای داد. با این حال، بحث و رأی‌گیری نزدیک، دیدگاهی را در مورد چگونگی تغییر نگرش در مورد این موضوع ارائه کرد، به عنوان مثال، ماجا اینگولد، نماینده حزب مردم انجیلی، برای به رسمیت شناختن بیشتر والدین گی و لزبین صحبت کرد، اگرچه حزب او علیه قانون مشارکت ثبت شده در سال ۲۰۰۵ رای داده بود. روشن شد که در حالی که اکثریتی برای فرزندخواندگی کامل مشترک وجود نداشت، اجازه پذیرش فرزند شریک (یعنی فرزندخواندگی فرزند ناتنی) می‌تواند حمایت اکثریت را در پارلمان جلب کند.
شورای ایالات این طومار را پذیرفت و کمیته امور حقوقی طرحی از کلود جانیاک (حزب سوسیال دموکراتیک سوئیس) نماینده مجلس مبنی بر حمایت از حق فرزندخواندگی کامل مشترک بدون توجه به وضعیت تأهل یا گرایش جنسی را تأیید کرد. در نوامبر ۲۰۱۱، کمیته به اتفاق آرا به نفع طرح رأی داد، از جمله اعضای محافظه کار حزب خلق سوئیس. در فوریه ۲۰۱۲، شورای فدرال با اطلاع‌رسانی به شورای ایالت‌ها پاسخ داد که آنها موافق فرزندخواندگی فرزندخوانده هستند اما با حقوق کامل فرزندخواندگی مشترک مخالف هستند. در ۱۴ مارس ۲۰۱۲، شورای ایالات (۲۱ به ۱۹) تمدید کامل حقوق فرزندخواندگی برای زوج‌های همجنس را بدون توجه به وضعیت تأهل یا گرایش جنسی تصویب کرد.
از آنجایی که شورای ملی در ابتدا در سپتامبر ۲۰۱۱ به آن رای منفی داده بود، این لایحه باید مجدداً توسط مجلس شورای ملی رای‌گیری می‌شد، که در ۱۳ دسامبر ۲۰۱۲ این کار را انجام داد و با ۱۱۳ رای موافق در برابر ۶۴ رای مخالف به اعطای حق مشارکت در پرورش فرزندان بیولوژیکی یا فرزندخوانده‌ای را که شریک زندگی آنها قبل از شروع شراکت داشته رای داد. با این حال، پیشنهاد حقوق کامل فرزندخواندگی تصویب شده توسط شورای ایالات توسط شورای ملی رد شد. در ۴ مارس ۲۰۱۳، نسخه جدید تصویب شده توسط شورای ملی در ۱۳ دسامبر، توسط شورای ایالات با اکثریت ۲۶ به ۱۶ پذیرفته شد.
در نوامبر ۲۰۱۴، با در نظر گرفتن آرای پارلمان، شورای فدرال اجازه پذیرش فرزند شریک زندگی را به عنوان بخشی از اصلاحات بزرگتر فرزندخواندگی تصویب کرد. این لایحه به شرکای ثبت شده و زوج‌های هم‌جنس، چه همجنس یا جنس مخالف، اجازه می‌داد برای فرزندخواندگی درخواست دهند و همچنین حداقل سن برای فرزندخواندگی را از ۳۵ به ۲۸ سال کاهش داد. این قانون باید توسط پارلمان تصویب می‌شد، اگرچه مخالفان قبلاً اعلام کرده بودند که یک رفراندوم اختیاری را برگزار خواهند کرد. برای برگزاری چنین همه‌پرسی، شهروندان مخالف این قانون باید ظرف ۱۰۰ روز ۵۰۰۰۰ امضا جمع می‌کردند.
در ژانویه ۲۰۱۶، کمیته امور حقوقی شورای ایالات با ۷ رأی موافق در برابر ۳ رأی مخالف و یک رأی ممتنع به تصویب این لایحه پرداخت. در ۸ مارس ۲۰۱۶، شورای ایالات با ۲۵ رای موافق در برابر ۱۴ رای به نفع این لایحه رای داد. سیمونتا سوماروگا، عضو شورای فدرال، حمایت خود را از این لایحه ابراز کرد و استدلال کرد که حفاظت قانونی از کودکانی که قبلاً توسط زوج‌های همجنس بزرگ شده‌اند، ضروری است. در ۱۳ مه ۲۰۱۶، کمیته امور حقوقی شورای ملی با ۱۵ رای موافق در مقابل ۹ رای به تصویب این لایحه رأی داد. روز بعد، با ۱۱۳ رای موافق در برابر ۶۴ رای به تصویب شورای ملی رسید. متن‌های متفاوت باعث شد که دو مجلس بر روی نسخه نهایی و کمی اصلاح‌شده این لایحه به توافق برسند که در ۱۷ ژوئن ۲۰۱۶ در پارلمان با ۱۲۵ رای موافق در برابر ۶۸ و ۳ رای ممتنع به تصویب رسید. بر اساس قوانین سوئیس، مخالفان لایحه تصویب شده توسط پارلمان ۱۰۰ روز فرصت دارند تا ۵۰۰۰۰ امضای معتبر جمع‌آوری کنند. اگر امضاهای کافی جمع‌آوری شود، همه‌پرسی برگزار می‌شود در غیر این صورت این لایحه به قانون تبدیل می‌شود. پس از رای‌گیری نهایی در پارلمان، یک کمیته همه‌پرسی متشکل از اعضای چندین حزب سیاسی مختلف با هدف اجبار به همه‌پرسی در مورد این لایحه تشکیل شد اما هیچ حزب بزرگی از کمیته حمایت نکرد. در ۴ اکتبر ۲۰۱۶، تأیید شد که همه‌پرسی برگزار نخواهد شد زیرا تنها ۲۰۰۰۰ امضا جمع‌آوری شده بود. این قانون از ۱ ژانویه ۲۰۱۸ اجرایی شد.

### مزایای بازنشستگی
در پایان اوت ۲۰۰۸، دادگاه عالی فدرال تصمیم گرفت که شرکای همجنس که رابطه طولانی مدت دارند از حقوق بازنشستگی متوفی بهره‌مند شوند.

### آمار
اولین اتحاد مدنی همجنس در ۲ ژانویه ۲۰۰۷ در کانتون ایتالیایی زبان تیچینو به ثبت رسید. تا پایان سال ۲۰۱۹، ۱۱۵۵۱ پیوند همجنس در سوئیس به ثبت رسید.
| سال  | زوج‌های زن | زوج‌های مرد | جمع   |
| ---- | --------- | ---------- | ----- |
| ۲۰۰۷ | ۵۷۳       | ۱٬۴۳۱      | ۲۰۰۴  |
| ۲۰۰۸ | ۲۷۱       | ۶۶۰        | ۹۳۱   |
| ۲۰۰۹ | ۲۸۴       | ۵۸۸        | ۸۷۲   |
| ۲۰۱۰ | ۲۲۱       | ۴۹۹        | ۷۲۰   |
| ۲۰۱۱ | ۲۴۶       | ۴۲۶        | ۶۷۲   |
| ۲۰۱۲ | ۲۶۷       | ۴۲۸        | ۶۹۵   |
| ۲۰۱۳ | ۲۳۰       | ۴۶۳        | ۶۹۳   |
| ۲۰۱۴ | ۲۷۰       | ۴۵۰        | ۷۲۰   |
| ۲۰۱۵ | ۲۶۱       | ۴۴۰        | ۷۰۱   |
| ۲۰۱۶ | ۲۲۷       | ۵۰۲        | ۷۲۹   |
| ۲۰۱۷ | ۳۰۶       | ۴۸۳        | ۷۸۹   |
| ۲۰۱۸ | ۲۷۵       | ۴۲۵        | ۷۰۰   |
| ۲۰۱۹ | ۲۵۵       | ۴۱۹        | ۶۷۴   |
| ۲۰۲۰ | ۲۶۵       | ۳۸۶        | ۶۵۱   |
| جمع  | ۳٬۹۵۱     | ۷۶۰۰       | ۱۱۵۵۱ |

بیشترین مشارکت‌ها در کانتون زوریخ با ۳۵۶۳، وو (۱۲۷۹)، برن (۱۲۰۱)، ژنو (۱۰۴۶)، آرگاو (۶۰۶)، بازل اشتاد (۴۶۳)، سنت گالن (۳۹۷)، لوتسرن (۳۸۷) انجام شد. بازل-لاندشافت (۳۸۵)، تیچینو (۳۰۸)، فریبورگ (۳۰۱)، واله (۲۶۹)، سولوتورن (۲۶۱)، تورگاو (۲۳۳)، نوشاتل (۱۶۷)، زوگ (۱۴۶)، اشووتس (۱۲۵)، گراوبوندن (۱۲۴)، شاف‌هاوزن (۸۳)، ژورا (۵۱)، آپنتسل آوسرهودن (۴۴)، گلاروس (۲۸)، نیدوالدن (۲۶)، اوبوالدن (۲۴)، اوری (۲۱)، و آپنزل اینرهودن (۱۳) ثبت شد.

## قوانین کانتونی

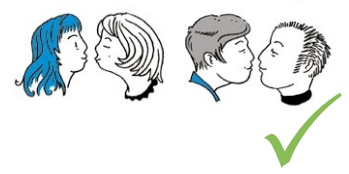
پیوند مدنی همجنس در سوئیس مجاز است. تصویر از یک نشریه دولتی کانتون لوتسرن در سال ۲۰۱۶ برای پناهندگان.

### زندگی مشترک
برخی از قوانین اساسی کانتونی سوئیس حق زندگی مشترک و تشکیل خانواده خارج از ازدواج را برای زوج‌های همجنس و غیر همجنس به رسمیت شناخته و تضمین می‌کند. از جمله قوانین اساسی کانتون وو، زوریخ، کانتون آپنتسل آوسرهودن، کانتون بازل اشتاد، کانتون برن، ژنو، کانتون زوگ، کانتون شاف‌هاوزن، و فریبورگ

### مشارکت‌های ثبت شده
کانتون ژنو از سال ۲۰۰۱ قانون اتحاد مدنی در سطح کانتون دارد. این قانون به زوج‌های مجرد، خواه همجنس یا جنس مخالف، حقوق، مسئولیت‌ها و حمایت‌های مشابهی با زوج‌های متأهل اعطا می‌کند. با این حال، مزایایی در مالیات، تأمین اجتماعی، یا حق بیمه درمانی (برخلاف قانون فدرال) مجاز نمی‌باشد. این قانون بر اساس پیمان همبستگی مدنی فرانسه است. در پاییز ۲۰۱۶، اداره آموزش عمومی ژنو فرم‌های جدیدی را در مدارس معرفی کرد که به والدین همجنس اجازه می‌داد تا به رسمیت شناخته شوند. فرم‌های قبلی با کادرهای «پدر» و «مادر» با دو کادر «والدین» جایگزین شدند.
در ۲۲ سپتامبر ۲۰۰۲، کانتون زوریخ یک قانون اتحاد مدنی همجنس را با رفراندوم تصویب کرد (۶۲٫۷٪ موافق) که فراتر از قانون ژنو است، اما زوج‌ها را ملزم می‌کند قبل از ثبت نام، شش ماه با هم زندگی کنند.
در ژوئیه ۲۰۰۴، شورای بزرگ نوشاتل قانونی را برای به رسمیت شناختن زوج‌های ازدواج نکرده با ۶۵ رای موافق در مقابل ۳۸ رای مخالف به تصویب رساند.
پیوندهای مدنی ثبت شده برای زوج‌های همجنس در قانون اساسی کانتون فریبورگ به رسمیت شناخته شده‌است. در می ۲۰۰۴، رای‌دهندگان، قانون اساسی را با ۵۸٫۰۳ درصد موافق در مقابل ۴۱٫۹۷ درصد مخالف تصویب کردند. و از ۱ ژانویه ۲۰۰۵ اجرایی شد. بند ۲ ماده ۱۴ می‌گوید: «حق ثبت مشارکت برای زوج‌های همجنس تضمین شده‌است».

### ازدواج
در ۶ ژوئن ۲۰۱۶، شورای کانتونی زوریخ با رای ۱۱۰ در مقابل ۵۲ پیشنهادی را رد کرد که در قانون اساسی زوریخ ازدواج را به عنوان «اتحاد بین یک مرد و یک زن» تعریف می‌کرد. این پیشنهاد که توسط اتحادیه فدرال دموکراتیک (EDU/UDF) ارائه شد، به دنبال ممنوعیت ازدواج همجنس در این کانتون بود. EDU و اکثر اعضای حزب مردم سوئیس موافق این اقدام بودند، در حالی که همه احزاب دیگر، از جمله حزب مردم دموکرات مسیحی و حزب مردم انجیلی، مخالف بودند. EDU متعاقباً ۶۰۰۰ امضا جمع‌آوری کرد تا همه‌پرسی کانتونی در مورد این موضوع برگزار شود. همه‌پرسی در ۲۷ نوامبر ۲۰۱۶ برگزار شد که در آن این پیشنهاد با اکثریت آراء رد شد. ۸۰٫۹ درصد رای مخالف و ۱۹٫۱ درصد رای موافق دادند. مناطق Aussersihl و Industriequartier زوریخ با بیش از ۹۲ درصد رای «نه» دادند. همه شهرداری‌ها این پیشنهاد را رد کردند.

## ازدواج همجنس
در سال ۲۰۱۲، پارلمان از شورای فدرال اجرایی سوئیس درخواست کرد که چگونه قوانین خانواده را به روز کند تا تغییرات جامعه را منعکس کند. در مارس ۲۰۱۵، این شورا گزارش دولتی خود را در مورد ازدواج و حقوق جدید برای خانواده‌ها منتشر کرد که امکان معرفی شراکت ثبت شده برای زوج‌های غیر همجنس و ازدواج برای زوج‌های گی و لزبین را افزایش داد. سیمونتا سوماروگا، مشاور فدرال، مسئول وزارت دادگستری و پلیس فدرال، نیز ابراز امیدواری کرد که به زودی به زوج‌های گی و لزبین اجازه ازدواج داده شود.

### احزاب سیاسی و حمایت
ازدواج همجنس توسط حزب سبز (GPS/PES), حزب دموکرات محافظه کار (BDP/PBD)، حزب سوسیال دموکرات (SP/PS)، حزب لیبرال سبز (glp/pvl)، حزب کار سوئیس (PdA/PST-POP), لیبرال‌ها (FDP/PLR), حزب دموکرات مسیحی خلق (CVP/PDC), و همبستگی حمایت شد. حزب مردم سوئیس (SVP/UDC)، حزب مردم انجیلی (EVP/PEV)، لیگ تیچینو و اتحادیه فدرال دمکراتیک (EDU/UDF) عمدتاً مخالف هستند.
در سال ۲۰۱۷، گرهارد پیستر، رئیس CVP، گفت که او معتقد است که حدود دو سوم قانونگذاران CVP مخالف ازدواج همجنس هستند. با این حال، یک نظرسنجی در سال ۲۰۱۹ نشان داد که حدود ۸۳ درصد از نامزدهای CVP که در انتخابات فدرال اکتبر شرکت می‌کنند، موافق ازدواج همجنس بودند. همین نظرسنجی نشان داد که ۴۸ درصد از نامزدهای SVP موافق بودند.
در آوریل ۲۰۱۸، شاخه زنان لیبرال‌ها با ۵۶ رای موافق و ۲ رای موافق به حمایت از ازدواج همجنس رای دادند.
در ۲۶ ژانویه ۲۰۱۹، حزب ملی مردم سوئیس برنامه حزب جدیدی را تصویب کرد. پیشنهاد مخالفت حزب با ازدواج همجنس با ۱۶۶ رای مخالف در مقابل ۱۲۶ رای موافق رد شد
طی یک رایزنی عمومی در سال ۲۰۱۹ در مورد قانونی کردن ازدواج همجنس، دولت‌های ژنو، وود، زوریخ، برن، بازل-اشتاد، بازل-لاندشافت، آرگاو، لوتسرن، وله، شاف‌هاوزن، گراوبوندن، کانتون تیچینو، فریبورگ، نوشاتل، سنت گالن، سولوتورن، ژورا، گلاروس، آپنتسل آوسرهودن، زوگ، اوری و تورگاو از گسترش قانون ازدواج به زوج‌های همجنس حمایت کردند. دولت‌های اشووتس، نیدوالدن، اپنزل اینرهودن و اوبوالدن مخالفت خود را اعلام کردند. چندین سازمان و انجمن نیز حمایت خود را از جمله گروه‌های ال‌جی‌بی‌تی و فمینیستی، عملیات لیبرو، کمیته اخلاق ملی، ProFamilia CH، انجمن روان‌شناسی سوئیس، و گروه‌های مذهبی مانند کلیسای کاتولیک قدیم، کلیسای پروتستان سوئیس و فدراسیون سوئیس و فدراسیون جوامع یهودی سوئیس اعلام کردند. مخالفت عمدتاً در میان گروه‌های طرفدار زندگی و مذهبی از جمله کنفرانس اسقفی سوئیس مشاهده شد. اعلام کردند.
در ۱۵ اوت ۲۰۱۹، گوتفرید لوچر، رئیس کلیسای پروتستان سوئیس، حمایت شخصی خود را از ازدواج همجنس اعلام کرد. در نوامبر ۲۰۱۹، کلیسای اصلاح‌شده سوئیس به حمایت از ازدواج زوج‌های همجنس رأی داد. این به دنبال بیانیه ژوئن ۲۰۱۹ کلیسا بود، «ما آفریده شده توسط خدا. ما نمی‌توانیم گرایش جنسی خود را انتخاب کنیم. ما آن را به‌عنوان بیان کامل خلاقانه درک می‌کنیم.»

### ابتکار مردمی «برای زوج و خانواده»
در سال ۲۰۱۱، حزب دموکرات مسیحی خلق (CVP/PDC) شروع به جمع‌آوری امضا برای ابتکار عملی مردمی با عنوان «برای زوج و خانواده - نه به مجازات ازدواج» (آلمانی: Für Ehe und Familie - gegen die Heiratsstrafe ; فرانسوی: Pour le couple et la famille - Non à la pénalisation du mariage‎ ; ایتالیایی: Per il matrimonio e la famiglia - No agli svantaggi per le coppie sposate ; رومانش: Per la lètg e la famiglia - Na als dischavantatgs per pèrs maridads)کرد. این ابتکار به دنبال اصلاح ماده ۱۴ قانون اساسی فدرال سوئیس برای یکسان‌سازی حقوق مالی و مزایای تأمین اجتماعی بین زوج‌های متأهل و زوج‌های ازدواج نکرده بود. با این حال، این متن همچنین برای اولین بار تعریفی از ازدواج، به ویژه «تنها پیوند بین زن و مرد» ارائه می‌کرد.
بر اساس قوانین سوئیس، زوج‌های ازدواج نکرده حق دریافت دو مستمری کامل را دارند. این در حالی است که مستمری زوج‌های متأهل به ۱۵۰ درصد حداکثر مستمری به ازای هر نفر محدود می‌شود، به این معنا که اگر هر دو طرف در طول عمر کاری خود درآمد نسبتاً خوبی داشته باشند، به جای دو مستمری کامل، تنها یک و نیم برابر حداکثر مستمری دریافت می‌کنند.
در نوامبر ۲۰۱۲، جمع‌آوری امضا به پایان رسید و ابتکار عمل ارائه شد. شورای فدرال این ابتکار را بررسی کرد و تصمیم گرفت از آن حمایت کند و در اکتبر ۲۰۱۳ رسماً از پارلمان خواست تا به رأی دهندگان توصیه کند این ابتکار را تأیید کنند. در ۱۰ دسامبر ۲۰۱۴، شورای ملی این طرح را مورد بحث قرار داد. سبزها پیشنهاد اصلاح این لایحه را دادند که «هر شکل اتحادیه» را نمی‌توان مجازات کرد و لیبرال‌های سبز پیشنهاد کردند این لایحه را اصلاح کنند تا «ازدواج و سایر اشکال اتحادیه که در قانون تعریف شده‌است» مجازات نشوند. این مناظره عمدتاً با حزب مردم سوئیس و دموکرات‌های مسیحی در مقابل لیبرال‌های سبز، سبزها، سوسیال دموکرات‌ها و دموکرات‌های محافظه‌کار بود. لیبرال‌ها بیشتر در این مورد اختلاف نظر داشتند. حزب مردم سوئیس و دموکرات مسیحی مخالفت خود را با «هر شکلی از هوموفوبیا» اعلام کردند. از سوی دیگر، طرف‌های مخالف، تبعیض‌هایی را که توسط این ابتکار ایجاد می‌شد را برجسته کردند و خواستار تعریفی از ازدواج شدند که شامل زوج‌های همجنس شود. برخی از نمایندگان مجلس، حزب دموکرات مسیحی را حزبی «عقب‌رونده» نامیدند.
پس از رد هر دو پیشنهاد توسط سبزها و لیبرال‌های سبز، شورای ملی سرانجام پیشنهادی از کمیسیون امور اقتصادی و مالیات را تصویب کرد که روح ابتکار عمل را حفظ کرد اما تعریف ازدواج منحصراً بین مرد و زن را حذف کرد. این پیشنهاد متقابل بارای ۱۰۲در مقابل ۸۶ تصویب شد، بنابراین ابتکار مردمی را رد کرد و به رای‌دهندگان سوئیس توصیه کرد که ابتکار عمل را رد کنند و پیشنهاد مخالف را بپذیرند.
شورای ایالات این پیشنهاد متقابل را در ۴ مارس ۲۰۱۵ با رای ۲۴ بر ۱۹ تصویب کرد. بحث در مجلس اعلی نیز عمدتاً بر تعریف ازدواج متمرکز بود، اگرچه ایده حقوق مالی برابر و مزایای برابر تأمین اجتماعی بین زوج‌های متأهل و زوج‌های ازدواج نکرده که با هم زندگی می‌کنند مخالفتی نداشت. تعدادی از اعضای لیبرال نظر خود را تغییر دادند و پیشنهاد متقابل در شورای ایالات در رای‌گیری بعدی رد شد. کنفرانس مصالحه بعدی در ژوئن ۲۰۱۵ از هر دو اتاق پارلمان تصمیم گرفت که ابتکار اولیه را رد کند. در ۱۹ ژوئن ۲۰۱۵، دستور رسمی پارلمان مبنی بر توصیه رای‌دهندگان به رد این ابتکار منتشر شد.
در ۱۷ نوامبر ۲۰۱۵، شورای فدرال نیز رد این ابتکار را توصیه کرد. دو سال قبل از این ابتکار حمایت کرده بود، اما بعداً مجبور شد موضع خود را تغییر دهد زیرا مجلس مخالف بود.

#### رفراندوم
پیشنهاد حزب دموکرات مسیحی در ۲۸ فوریه ۲۰۱۶ به همه‌پرسی گذاشته شد، و رأی دهندگان تصمیم گرفتند که آیا ازدواج را به عنوان «همزیستی پایدار زن و مرد» تعریف کنند که «نباید در مقایسه با سایر سبک‌های زندگی آسیب دیده باشد». بنابراین ازدواج همجنس در قانون اساسی فدرال سوئیس ممنوع است.
در میان احزاب پارلمانی، دموکرات‌های مسیحی (به غیر از دموکرات‌های مسیحی جوان زوریخ و ژنو که مخالفت خود را با ابتکار حزب اصلی خود اعلام کرده بودند)، حزب ملی-محافظه‌کار خلق سوئیس و حزب محافظه‌کار خلق انجیلی برای رای «آری» تبلیغات کردند. در همین حال، سوسیال دموکرات‌ها، لیبرال‌ها، سبزها، دموکرات‌های محافظه‌کار و لیبرال‌های سبز به همراه عفو بین‌الملل سوئیس، Economiesuisse، فدراسیون اتحادیه‌های کارگری سوئیس و عملیات لیبرو با این متن مخالفت کردند و برای رای «نه» مبارزه کردند.
یک ماه قبل از رای‌گیری، نظرسنجی‌های مختلف حاکی از حمایت ۶۷ درصدی (۲۲ ژانویه ۲۰۱۶) و حمایت ۵۳ درصدی (۱۷ فوریه ۲۰۱۶) بود. در ۲۸ فوریه ۲۰۱۶، این طرح توسط ۵۰٫۸ درصد از رای‌دهندگان، با ۱٬۶۰۹٬۳۲۸ موافق و ۱٬۶۶۴٬۲۱۷ مخالف، با اختلاف ۵۴٬۹۷۹ رای رد شد. اکثر کانتون‌ها ابتکار عمل را تأیید کردند (۱۶٫۵ به ۶٫۵)، کانتون‌های ژنو، وو، برن، زوریخ، گراوبوندن، بازل-اشتاد، بازل-لاندشافت و آپنتسل آوسرهودن ابتکار عمل را رد کردند.
در طول کمپین همه‌پرسی، دولت سوئیس به رای‌دهندگان اطلاع داد که حدود ۸۰۰۰۰ زوج متأهل مالیات بیشتری نسبت به زوج‌های ازدواج نکرده پرداخت می‌کنند، اما بعداً اعتراف کرد که رقم واقعی تقریباً نیم میلیون است. حزب دموکرات مسیحی در ژوئن ۲۰۱۸ شکایتی را علیه نتیجه تسلیم کرد در ۱۰ آوریل ۲۰۱۹، همه‌پرسی توسط دادگاه عالی فدرال باطل اعلام شد و دستور رای‌گیری مجدد را صادر کرد. چند روز بعد، گزارش شد که اکثریت بلوک پارلمانی حزب دموکرات مسیحی با این طرح به شکل فعلی مخالفت کرده و خواستار حذف تعریف ازدواج هستند. به گزارش Tages-Anzeiger، این حزب امیدوار بود که پارلمان یک اقدام جایگزین برای از بین بردن تبعیض مالیاتی علیه زوج‌های متأهل پیشنهاد کند، تا حزب بتواند بدون از دست دادن چهره خود، ابتکار عمل خود را پس بگیرد.
متعاقباً گزارش شد که همه‌پرسی مجدداً برگزار نخواهد شد زیرا شورای فدرال می‌تواند تاریخ برگزاری همه‌پرسی جدید را تعیین کند یا قانون جدیدی را برای تصویب در پارلمان فدرال ایجاد کند. در سناریوی دوم، دموکرات‌های مسیحی این فرصت را داشتند که ابتکار عمل خود را که گزینه مطلوب حزب بود، پس بگیرند. معاون رئیس حزب، چارلز جویلارد، گفت: «حزب آماده است تا ابتکار عمل خود را پس بگیرد، اگر شورای فدرال به مجازات مالیاتی ازدواج و تبعیض همسران در برابر l'Assurance-vieillesse پایان دهد. در اوایل ژانویه ۲۰۲۰، حزب تصمیم گرفت ابتکار عمل خود را پس بگیرد و اعلام کرد که جمع‌آوری امضا برای دومین ابتکار مردمی را آغاز خواهد کرد. این ابتکار مجدداً به دنبال یکسان‌سازی حقوق مالی و مزایای تأمین اجتماعی بین زوجین متأهل و زوج‌های ازدواج نکرده‌است، اما برخلاف طرح قبلی، تعریف خاصی از ازدواج ارائه نمی‌کند.

### طرح پارلمانی «ازدواج برای همه»

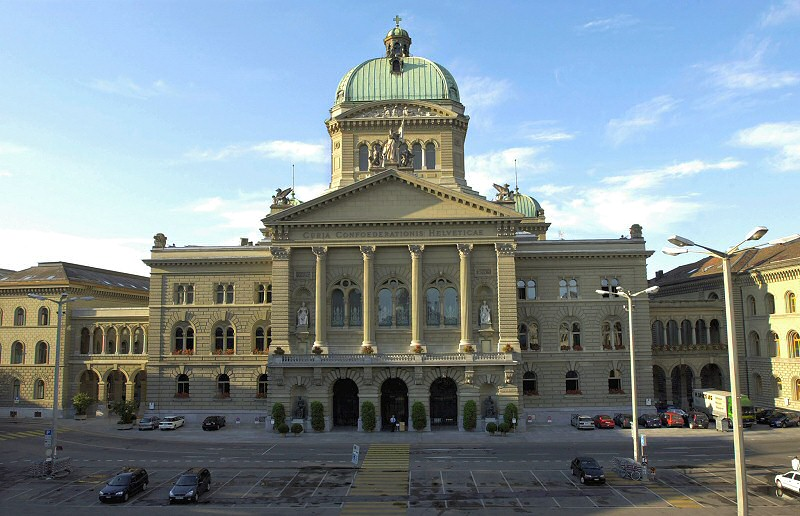
کاخ فدرال در برن مجلس فدرال سوئیس را در خود جای داده‌است.

#### مذاکرات مجلس
اولین پیشنهاد قانونی برای قانونی کردن ازدواج همجنس توسط روث جنر، نماینده سبزها در دسامبر ۱۹۹۸ ارائه شد. شورای ملی این اقدام را در دسامبر ۱۹۹۹ ارائه کرد.
در دسامبر ۲۰۱۳، حزب لیبرال سبز طرحی پارلمانی با عنوان «ازدواج برای همه»،  برای اصلاح قانون اساسی برای قانونی کردن ازدواج همجنس ارائه کرد. در ۲۰ فوریه ۲۰۱۵، کمیته امور حقوقی شورای ملی با ۱۲ رأی موافق، ۹ رأی مخالف و ۱ رای ممتنع به ادامه این طرح رأی داد. طوماری در حمایت از این اقدام در می ۲۰۱۵ راه اندازی شد. امضاها قبل از بحث در مورد این پیشنهاد به کمیته امور حقوقی شورای ایالات ارائه شد، به این امید که اعضای کمیته متقاعد شوند که از آن حمایت کنند. در ۱ سپتامبر ۲۰۱۵، کمیته با ۷ رای موافق و ۵ رای موافق به ادامه این طرح رای داد.
سپس کمیته امور حقوقی شورای ملی موظف شد ظرف دو سال (طبق اصل ۱۱۱ قانون اساسی) یعنی تا سال ۲۰۱۷ یک قانون را پیش‌نویس کند. با این حال، به دلیل پیچیدگی اصلاحات قانونی، در ۱۱ مه ۲۰۱۷ پیشنهاد داد که مهلت این ابتکار را تا دو سال دیگر (یعنی تا سال ۲۰۱۹) تمدید کند و از دولت برای مطالعه بیشتر در مورد این موضوع کمک بخواهد. اقلیت متشکل از حزب مردم سوئیس (SVP/UDC) می‌خواستند جلوی این ابتکار را بگیرند. در ۱۶ ژوئن ۲۰۱۷، شورای ملی با ۱۱۸رای در مقابل ۷۱ رأی به پیشنهاد کمیته برای تمدید مهلت تا سال ۲۰۱۹ رأی داد
کمیته امور حقوقی گزارش خود را در ۱۷ می ۲۰۱۸، روز جهانی مبارزه با همجنس گرا هراسی منتشر کرد. این کمیته توصیه کرد که قانون مدنی سوئیس اصلاح شود تا تعریف دگرجنس گرا از ازدواج حذف شود و تعریفی بی‌طرف از جنسیت درج شود. همچنین اصلاحاتی را در قانون ثبت مدنی در سال ۱۹۵۳ توصیه کرد که ازدواج را بین زن و مرد تعریف می‌کرد و همچنین قوانین دیگری از جمله قوانین مربوط به تابعیت را اصلاح کرد. علاوه بر این، طبق گفته کمیته و وزارت دادگستری و پلیس فدرال، این پیشنهاد به‌طور خودکار فرزندخواندگی مشترک را برای زوج‌های همجنس متأهل قانونی می‌کند. به این ترتیب، کمیته هیچ تغییری در قانون فرزندخواندگی که به زوج‌های متأهل اجازه می‌دهد بدون تعریف صریح واژه «ازدواج» را بپذیرند، توصیه نمی‌کند. در ۶ ژوئیه ۲۰۱۸، کمیته با ۱۸ رای در مقابل ۱ رای به رد کلی این ابتکار رای منفی داد و متعاقباً رای داد تا پارلمان فدرال را با ۱۴ رای موافق در مقابل ۱۱ رای تصویب کند. این کمیته به این نتیجه رسید که قانونی شدن ازدواج همجنس نیازی به اصلاح قانون اساسی فدرال سوئیس ندارد و این امر می‌تواند از طریق تغییرات در قوانین محقق شود؛ بنابراین، رای دهندگان سوئیسی لزوماً برای رأی دادن به این طرح فراخوانده نمی‌شوند (اگرچه مخالفان همچنان می‌توانند در مورد این موضوع همه پرسی را وادار کنند، که برای موفقیت به اکثریت ساده رأی دهندگان نیاز دارد). علی‌رغم مخالفت گروه‌های ال‌جی‌بی‌تی، کمیته تصمیم گرفت که حق زوج‌های لزبین برای دسترسی به فناوری کمک باروری را شامل نشود تا این ابتکار شانس بیشتری برای تایید داشته باشد. در اوایل ژوئیه ۲۰۱۸، عملیات لیبرو شروع به جمع آوری امضا به نفع ازدواج همجنس کرد تا پارلمان را متقاعد کند که آن را قانونی کند و ظرف یک هفته ۳۰۰۰۰ امضا جمع آوری کرد.
در ۱۴ فوریه ۲۰۱۹، این کمیته لایحه اجازه ازدواج همجنس را با ۱۹ رای در مقابل ۴ رای و یک رای ممتنع تصویب کرد و برای مشاوره عمومی ارسال شد. این لایحه به شراکت‌های ثبت شده پایان می‌دهد و زوج‌ها می‌توانند شراکت خود را به ازدواج تبدیل کنند. رایزنی در ۱۴ مارس آغاز شد و تا ۲۱ ژوئن ۲۰۱۹ ادامه یافت. این حمایت گسترده‌ای از قانونی شدن ازدواج همجنس در میان همه احزاب اصلی سیاسی، به استثنای حزب مردم سوئیس و در میان ۲۲ دولت از ۲۶ دولت کانتونی به دست آورد.
در ژانویه ۲۰۲۰، شورای فدرال حمایت خود را از لایحه ازدواج همجنس اعلام کرد. در ۱۱ ژوئن ۲۰۲۰، شورای ملی این لایحه را با اصلاحاتی که امکان دسترسی به درمان‌های باروری برای زوج‌های لزبین را فراهم می‌کرد، با ۱۳۲ رای موافق در مقابل ۵۲ مخالف تصویب کرد. این لایحه توسط سوسیال دموکرات‌ها، لیبرال‌ها، سبزها، لیبرال‌های سبز و دموکرات‌های محافظه کار حمایت شد، در حالی که حزب مردم سوئیس بیشتر مخالف بود. دموکرات‌های مسیحی اعلام کردند در صورتی که دسترسی به درمان‌های باروری برای زوج‌های لزبین حذف شود، از این لایحه حمایت خواهند کرد.
این لایحه در ۱ دسامبر ۲۰۲۰ با برخی اصلاحات جزئی در مورد درمان‌های باروری، با ۲۲ رای موافق در مقابل ۱۵ رای مخالف و ۷ رای ممتنع به تصویب شورای ایالت‌ها رسید. با اختلاف ۲۲ بر ۲۰، طرحی را که مستلزم اصلاح قانون اساسی بود (که لایحه را سالها به تعویق می‌انداخت و رفراندوم را که نیاز به اکثریت مضاعف مردم و کانتون‌ها می‌کرد) الزامی می‌کرد، شکست داد. در ۹ دسامبر، شورای ملی تغییرات ایجاد شده توسط شورای ایالات را با ۱۳۳ رای موافق، ۵۷ رای مخالف و ۱ رای ممتنع تصویب کرد. رای نهایی در هر دو مجلس در ۱۸ دسامبر ۲۰۲۰ انجام شد. شورای ایالات با ۲۴ رای موافق، ۱۱ رای مخالف و ۷ ممتنع، و شورای ملی با ۱۳۶ رای موافق، ۴۸ رای مخالف و ۹ ممتنع آن را تأیید کرد.

نتایج همه‌پرسی ازدواج همجنس ۲۰۲۱ توسط کانتون، ۲۶ سپتامبر ۲۰۲۱

در سیستم دموکراسی نیمه مستقیم سوئیس، در صورتی که مخالفان در عرض سه ماه ۵۰۰۰۰ امضا جمع‌آوری کنند، یک قانون مشمول همه‌پرسی عمومی می‌شود. حزب راستگرای اتحادیه فدرال دموکرات (EDU/UDF) که توسط سیاستمداران حزب مردم سوئیس و حزب مردم دموکرات مسیحی حمایت می‌شود، ۶۱۰۲۷ امضا را با شعار «آری به ازدواج و خانواده، نه به ازدواج برای همه» جمع‌آوری کرد. . دفتر صدراعظم فدرال امضاها را در ۲۷ آوریل تأیید کرد. در پاسخ به این اعلامیه که مخالفان امضاهای لازم را جمع‌آوری کرده‌اند، عملیات لیبرو تا اواخر آوریل ۲۰۲۱ بیش از ۱۰۰۰۰۰ امضا در حمایت از ازدواج همجنس جمع‌آوری کرد.
همه‌پرسی، که در آن تصویب این لایحه مستلزم اکثریت ساده آرای مردم بود، یکشنبه، ۲۶ سپتامبر ۲۰۲۱ برگزار شد. این رای، سوئیس را به بیست و نهمین کشوری تبدیل کرد که ازدواج همجنس را قانونی کرده و یکی از آخرین‌ها در اروپای غربی بود.
| اصلاح قانون مدنی سوئیس (ازدواج برای همه) |           |        |
| انتخاب                                   | آرا       | %      |
| آری                                      | 1,828,427 | 64.10  |
| خیر                                      | 1,024,167 | 35.90  |
| آرای صحیح                                | 2,852,594 | 98.27  |
| آرای باطله یا سفید                       | 50,283    | 1.73   |
| مجموع آرا                                | 2,902,877 | ۱۰۰٫۰۰ |
| واجدین شرایط                             | ۵٬۵۱۸٬۷۴۸ | 52.60  |

#### اجرا
کارین کلر-ساتر، عضو شورای فدرال، در یک کنفرانس مطبوعاتی بعد از ظهر یکشنبه اعلام کرد که قانون تصویب شده در همه‌پرسی قرار است در ۱ ژوئیه ۲۰۲۲ لازم الاجرا شود. پس از آن زوج‌های همجنس مجاز به ازدواج خواهند بود.
رأی دهندگان ماده ۹۴ قانون مدنی سوئیس را به شرح زیر اصلاح کردند:
- به آلمانی: Die Ehe kann von zwei Personen eingegangen werden, die das 18. Altersjahr zurückgelegt haben und urteilsfähig sind.
- به فرانسوی: Le mariage peut être contracté par deux personnes âgées de 18 ans révolus et capables de discernement.
- در ایتالیایی: Per contrarre matrimonio, gli sposi devono aver compiuto il diciottesimo anno d'età ed essere capaci di discernimento.
- در رومانش: Pudair maridar pon duas persunas che han cumplenì il 18avel onn da vegliadetgna e ch'èn ablas da giuditgar.

(برای ازدواج، همسران بایستی ۱۸ سال تمام داشته باشند و اهلیت قضاوت داشته باشند)
مقررات قانون ازدواج همجنس مربوط به به رسمیت شناختن ازدواج‌های خارجی از اول ژانویه ۲۰۲۲ لازم‌الاجرا شد. زوج‌های همجنس که در خارج از کشور ازدواج کرده‌اند، اکنون پیوندشان به‌عنوان ازدواج به رسمیت شناخته می‌شود.

### عملکرد مذهبی
در سال ۲۰۱۹، کلیسای پروتستان سوئیس به حمایت از ازدواج مدنی برای زوج‌های همجنس رأی داد و شورای اجرایی آن با ۴۵ رأی موافق در مقابل ۱۰ رأی مخالف تصویب کرد. اکثر کلیساهای عضو اجازه می‌دهند ازدواج همجنس در مکان‌های عبادتشان انجام داده شود، از جمله کلیسای اصلاح‌شده انجیلی کانتون بازل-لاندشافت، کلیسای اصلاح‌شده انجیلی کانتون بازل استات، 3]. کلیسای انجیلی اصلاح‌شده کانتون فرایبورگ، کلیسای پروتستان ژنو، کلیسای اصلاح‌شده انجیلی گرابوندن، کلیسای اصلاح‌شده انجیلی کانتون لوتسرن، کلیسای اصلاح شده کانتون نوشاتل، کلیسای انجیلی-اصلاح شده نیدوالدن، انجمن کلیساهای انجیلی-اصلاح شده در کانتون اوبوالدن، انجیلی کلیسای اصلاح‌شده کانتون سنت گالن، کلیسای اصلاح‌شده انجیلی کانتون شافهاوزن، کلیسای انجیلی-اصلاح‌شده کانتون شویز، کلیسای اصلاح‌شده انجیلی از تیچینو، کلیسای اصلاح شده انجیلی کانتون زوریخ، و کلیسای انجیلی-اصلاح شده کانتون زوگ. برخی دیگر از کلیساهای عضو به کشیشان خود اجازه می‌دهند که فقط پیوند مدنی زوج‌های همجنس را انجام دهند. از جمله کلیسای اصلاح‌شده آرگاو، کلیسای اصلاح‌شده انجیلی آپنزل، کلیساهای اصلاح‌شده کانتون برن-ژورا-سولوتورن، کلیسای انجیلی-اصلاح شده کانتون گلاروس، کلیسای انجیلی-اصلاح شده کانتون سولوتورن، کلیسای انجیلی کانتون تورگائو، کلیسای اصلاح شده انجیلی در واله، و کلیسای اصلاح شده انجیلی کانتون وو. در صورتی که این امر با عقاید شخصی آنها در تضاد باشد، کشیش‌ها هیچ تعهدی ندارند که اتحادهای مدنی زوج‌های همجنس را انجام دهند. کلیسای آزاد انجیلی ژنو و کلیسای اصلاح شده انجیلی آوری اتحاد مدنی زوج‌های همجنس را انجام نمی‌دهند.
در اوت ۲۰۲۰، کلیسای کاتولیک مسیحی سوئیس به کشیش‌هایش اجازه داد تا ازدواج همجنس را در کلیساهایش انجام دهند.
کلیسای کاتولیک با ازدواج همجنس مخالف است. در ژوئن ۲۰۱۹، اتحادیه زنان کاتولیک سوئیس به حمایت از معرفی ازدواج مدنی همجنس رأی داد. در ماه مه ۲۰۲۱، خبرگزاری کاتولیک گزارش داد که کلیساهای کاتولیک در زوریخ به کلیساهای بسیاری از شهرهای آلمان پیوسته‌اند تا مراسم ازدواج زوج‌های همجنس را، در مراسمی که به عنوان «خدمات برکت برای عاشقان» شناخته می‌شود، انجام دهند.
فدراسیون جوامع یهودی سوئیس، یک سازمان تحت پوشش که اکثریت جوامع یهودی سوئیس را نمایندگی می‌کند، در سال ۲۰۱۹ به حمایت از ازدواج مدنی همجنس به عنوان موضوع «آزادی شخصی و استقلال فردی» رای داد، در حالی که همچنین اعلام کرد که ازدواج مذهبی بر اساس قوانین یهودی فقط می‌تواند بین زوج‌های دگرجنس گرا باشد. سازمان‌های اصلاح طلب یهودی نیز از ازدواج‌های مدنی همجنس حمایت می‌کنند.

## افکار عمومی
بر اساس نظرسنجی Ifop که در می ۲۰۱۳ انجام شد، ۶۳ درصد از مردم سوئیس از اجازه ازدواج و فرزندخواندگی زوج‌های همجنس حمایت کردند. پس از تصمیم کمیته امور حقوقی مبنی بر تأیید ازدواج همجنس، دو نظرسنجی منتشر شده در ۲۲ فوریه ۲۰۱۵ نشان داد که ۵۴ درصد (Léger Marketing for Blick) و ۷۱ درصد (GfS Zurich برای گروه تی‌اکس) از اجازه ازدواج زوج‌های همجنس و فرزندخواندگی آن‌ها حمایت می‌کنند.
یک نظرسنجی که بین آوریل و می ۲۰۱۶ انجام شد نشان داد که ۶۹٪ از جمعیت سوئیس از ازدواج همجنس حمایت می‌کنند، ۲۵٪ مخالف و ۶٪ مطمئن نیستند. ۹۴ درصد از رای‌دهندگان سبز، ۵۹ درصد از رای‌دهندگان از حزب مردم سوئیس و ۶۳ درصد از رای‌دهندگان دموکرات مسیحی از آن حمایت کردند.
یک نظرسنجی توسط گروه تی‌اکس که در ۵ و ۶ دسامبر ۲۰۱۷ انجام شد نشان داد که ۴۵٪ از جمعیت سوئیس از ازدواج همجنس و فرزندخواندگی حمایت می‌کنند، ۲۷٪ فقط از ازدواج همجنس، ۳٪ فقط از فرزندخواندگی همجنس حمایت می‌کنند و ۲۴٪ مخالف هردو هستند. این نظرسنجی نشان داد که اکثریت ۷۲ درصد موافق ازدواج همجنس هستند. رای‌دهندگان سبز، سوسیال دموکرات و لیبرال سبز بیشترین حمایت را داشتند: ۸۸ درصد موافق، ۹ درصد مخالف و ۳ درصد بلاتکلیف. ۷۶ درصد از رای‌دهندگان لیبرال از قانونی شدن ازدواج همجنس حمایت کردند، در حالی که ۲۲ درصد مخالف آن بودند. ۶۶ درصد از رای‌دهندگان دموکرات مسیحی و ۵۶ درصد از رای‌دهندگان حزب مردم سوئیس از ازدواج همجنس حمایت کردند.
نظرسنجی مرکز تحقیقات پیو که بین آوریل و اوت ۲۰۱۷ انجام شد و در می ۲۰۱۸ منتشر شد، نشان داد که ۷۵ درصد از مردم سوئیس از ازدواج همجنس حمایت می‌کنند، ۲۴ درصد مخالف بودند و ۱ درصد نمی‌دانستند یا از پاسخ دادن خودداری می‌کردند. هنگامی که بر اساس مذهب تقسیم می‌شود، ۸۹ درصد از افراد غیر مذهبی، ۸۰ درصد از مسیحیان غیر مذهبی و ۵۸ درصد از مسیحیان حاضر در کلیسا از ازدواج همجنس حمایت کردند. مخالفت در بین ۱۸ تا ۳۴ سال ۱۶ درصد بود.
یک مشاوره عمومی که بین مارس و ژوئن ۲۰۱۹ برگزار شد، حمایت اجتماعی و سیاسی گسترده‌ای از ازدواج همجنس در سوئیس را نشان داد. ۸۳ درصد از شرکت کنندگان در مشاوره حمایت خود را اعلام کردند و ۶۳ درصد از اهدای اسپرم و دسترسی به لقاح مصنوعی برای زوج‌های لزبین حمایت کردند.
یک نظرسنجی در فوریه ۲۰۲۰، که توسط گروه gfs انجام شد و توسط Pink Cross درخواست شد، نشان داد که اکثریت ۸۱٪ موافق ازدواج همجنس هستند (۶۳٪ «قویاً حمایت می‌کنند» و ۱۸٪ «تا حدودی»)، در حالی که ۱۸٪ مخالف بودند. ۱۰٪ «به شدت» و ۸٪ «تا حدودی»). ۱ درصد بلاتکلیف بودند. بر اساس حزب، ۹۶ درصد از سبزها، ۹۲ درصد از سوسیال دموکرات‌ها و لیبرال‌های سبز، ۷۷ درصد از لیبرال‌ها و ۶۷ درصد از رای‌دهندگان حزب مردم سوئیس از ازدواج همجنس حمایت کردند. پذیرش فرزند توسط ۶۷ درصد از پاسخ دهندگان و دسترسی به درمان‌های باروری برای زوج‌های لزبین توسط ۶۶ درصد حمایت شد. در نوامبر ۲۰۲۰، نظرسنجی دیگری که توسط گروه gfs انجام شد، نشان داد که ۸۲ درصد از پاسخ دهندگان به شدت یا «تا حدودی» از ازدواج همجنس حمایت کردند، ۱۷ درصد مخالف و ۱ درصد بلاتکلیف بودند، ۷۲ درصد از فرزندخواندگی و ۷۰ درصد از دسترسی به درمان‌های باروری برای زوج‌های لزبین حمایت می‌کردند.

## یادداشت
1. ↑  فرانسوی: Le droit d'enregistrer un partenariat pour les couples de même sexe est garanti.‎
آلمانی: Das Recht zur Eintragung einer Partnerschaft für gleichgeschlechtliche Paare ist gewährleistet.
2. ↑  آلمانی: Ehe für alle, تلفظ آلمانی: [ˈe:ə fy:r ˈalə]; فرانسوی: Mariage pour tous‎, تلفظ می‌شود [maʁjaʒ puʁ tus]; ایتالیایی: Matrimonio per tutti, تلفظ [matriˈmɔ:njo per ˈtutti]; رومانش: Lètg per tuts, الگو:IPA-rm